# 1608
1608 (MDCVIII) var ett skottår som började en tisdag i den gregorianska kalendern och ett skottår som började en fredag i den julianska kalendern.

## Händelser

### Juni
- Juni – Svenskarna erövrar Dünamünde och strax därefter Kokenhusen och Fellin från polackerna.

### Juli
- Juli – Det engelska skeppet  Mary and Margaret, med Christopher Newport som kapten, lämnar England för seglats mot Jamestown, Virginia.[1]

### Oktober
- Oktober – Polackerna återerövrar Kokenhusen.

### Okänt datum
- Galileo Galilei uppfinner teleskopet.[2]
- Magnus Erikssons landslag från 1350, i utförande av Kristofers landslag från 1442, trycks med vissa tillägg. Bland annat är Moseböckerna appendix till Sveriges rikes lag. Utgivningen är en del av revisionen av lagen, som kommer att öka spänningen mellan kronan och adeln.
- En riksdag hålls i Örebro. Härvid diskuteras en fredstrevare från Polen och Karl IX gör ett försök att ena lutherdom och kalvinism.

## Födda
- 7 oktober – Erik Palmskiöld, svensk arkivsekreterare i Riksarkivet.
- 8 december – Vendela Skytte, svensk poet och lärd.
- 9 december – John Milton, engelsk poet och författare.

## Avlidna
- 13 februari – Bess av Hardwick, engelsk hovfunktionär och godsägare.
- 4 juni – Francesco Caracciolo, italiensk romersk-katolsk präst och ordensgrundare, helgon.
- 13 augusti – Giovanni da Bologna, italiensk skulptör
- Sigrid Brahe, svensk grevinna och en av huvudpersonerna i onsdagsbröllopet.

### Fotnoter
1. ↑  "First Germans at Jamestown 1" (history), Davitt Publications, 2000, webpage: GHfirst Arkiverad 25 januari 2017 hämtat från the Wayback Machine..
2. ↑  Så funkar universum, James Muirden